# Tysklandsarbejdere
Tysklandsarbejdere var en betegnelse for omkring 100.000 danskere som under 2. verdenskrig (besættelsen) rejste til Tyskland for at få arbejde. Især i begyndelsen af Besættelsen var arbejdsløsheden i Danmark høj, hvad der gjorde arbejdet i Tyskland tillokkende - også fordi Tysklands krigslykke endnu ikke var vendt. 
Enkelte blev pga. arbejdsvægring eller protester overført til tvangsarbejde eller KZ-lejre. 
Efter krigen blev Tysklandsarbejderne fra flere sider fordømt for at arbejde for det forhadte Nazityskland.
Pr. 2006 blev det gjort muligt for de 4.000 tilbageværende tidligere tysklandsarbejdere at søge den Sociale Sikringsstyrelse om tysk pension.